# 세가 나오미 2
세가 나오미 2는 나오미의 그래픽 기능을 강화한 아케이드 게임 기판으로 세가가 2000년 개발했다.
나오미 2는 이전의 나오미에 사용된 PowerVR CLX2 GPU를 2개 장착했으며 T&L(Transformation & Lighting) 기능을 가진 비디오로직(VideoLogic)의 엘란(ELAN) 칩을 추가하였다. 또 그래픽 메모리를 16MB에서 32MB로 2배 확장하여 총 64MB의 그래픽 메모리를 가지고 있다.
나오미 2는 나오미와 완벽하게 호환되며 나오미용 게임 소프트웨어를 수정없이 그대로 구동시킬 수 있으며 오리지널 나오미와 마찬가지로 롬 보드를 사용한 버전과 GD-ROM을 사용한 버전, 멀티플레이어 게임을 위한 새틀라이트 터미널(Satellite Terminal)이 있다.

## 사양
- CPU
  - CPU : 히타치 SH-4 (SH7091) 200MHz
  - 메인 메모리 : 32MB (64비트 100MHz SDRAM)
  - 메모리 전송속도 : 800MB/초

- 지오메트리 프로세서
  - 지오메트리 프로세서 : 비디오로직 엘란(ELAN) 100MHz (T&L 기능)
  - 지오메트리 메모리 : 32MB
  - 폴리곤, 광원 성능 : 초당 1000만 폴리곤, 광원 6개
  - 지원 광원 : 앰비언트, 패러렐, 초인트, 스팟
  - 버텍스 기능 : 동적, 정적 모델 프로세싱 혼합

- 그래픽 프로세서
  - GPU : PowerVR2 (CLX2) 2개
  - 그래픽 메모리 : 32MB * 2 (64비트 100 MHz SDRAM)
  - 메모리 전송속도 : GPU 당 800MB/sec (총 1.6GB/초)
  - 픽셀 필레이트 : 초당 200M 픽셀
  - 그래픽 효과 : 폴리곤/스트립/팬 엔진, 16/24비트 컬러, 멀티플 포그 모드, FSAA(full scene anti-aliasing), 스펙큘러 하이하이트, 바이리니어/트라이리니어/AF 필터링, 밉/범프 맵핑, 퍼스펙티브 코렉션, 8비트 알파 블렌딩, ARGB 구로 셰이딩

- 기타
  - 사운드 : 야마하 ASIC 45MHz (ARM7 코어, 16비트 48KHz 64채널 ADPCM)
  - 사운드 메모리 : 8MB DRAM
  - 미디어 : ROM 보드, GD-ROM 드라이브 옵션
  - 디스플레이 : 듀얼모니터 지원
  - 통신 : RS232C 시리얼 포트
  - 게임 포트 : JAMMA 비디오 시스템 (JVS)

## 나오미 2 게임

### 롬 보드
- Club Kart
- Club Kart : European Session
- Club Kart Cycraft
- Club Kart Prize
- Jet Squadron
- King of Route 66
- Sega Driving Simulator
- Soul Surfer
- Virtua Fighter 4
- Virtua Fighter 4 Evolution
- Virtua Fighter 4 Final Tuned
- Virtua Striker III
- Wild Riders

### GD-ROM
- Beach Spikers
- Initial D : Arcade Stage
- Initial D : Arcade Stage 2
- Initial D : Version 3
- Initial D : Version 3 Cycraft
- Virtua Fighter 4
- Virtua Fighter 4 Evolution
- Virtua Fighter 4 Final Tuned
- Virtua Striker III

### 새틀라이트 터미널
- 기동전사 건담 0079 Card Builder
- 삼국지 대전
- World Club Champion Football European Clubs 2005-2006
- World Club Champion Football European Clubs 2004-2005
- World Club Champion Football Serie A 2002-2003
- World Club Champion Football Serie A 2001-2002